# Vincent Coppeau
Vincent Coppeau est un organiste de l'église Saint-Sulpice du XVIIe siècle.